# Mesnil-Martinsart
Mesnil-Martinsart é uma comuna francesa na região administrativa de Altos da França, no departamento de Somme. Estende-se por uma área de 8,76 km². Em 2010 a comuna tinha 241 habitantes (densidade: 27,5 hab./km²).